# خیابان سید حسن نصرالله

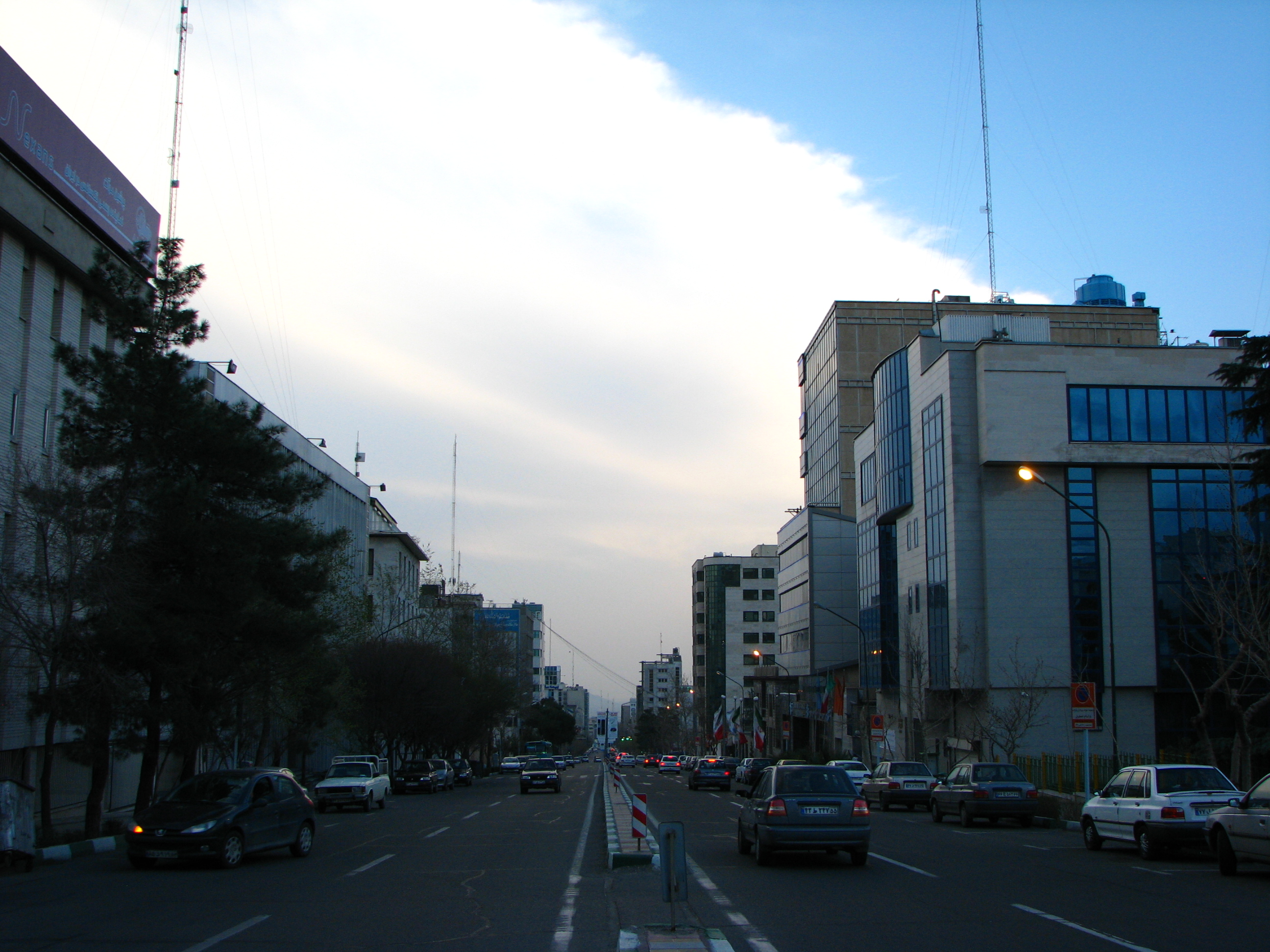
نمایی از مسیر خیابان سید حسن نصرالله (وزرا) در مرکز تهران، ۲۰۱۱

خیابان شهید سید حسن نصرالله، با نام‌های قدیمی وزرا پارک و خالد اسلامبولی، با کدگذاری معابر خیابان ۳۵۵ تهران، از خیابان‌های مرکزی تهران است. این خیابان، موازی خیابان ولیعصر است و ابتدای آن، از سمت جنوب، از خیابان شهید بهشتی آغاز شده و در ادامه، از شمال، به خیابان گاندی، متصل می‌شود. خیابان وزرا، یکی از بورس‌های معروف فروش عطر و ادکلن در تهران است. یکی از جاذبه‌های این خیابان مجاورت آن با ضلع شرقی پارک ساعی است.

## نام‌گذاری
پیش از انقلاب به دلیل سکونت بسیاری از مقامات بلندپایه حکومتی نام این خیابان وزرا انتخاب شد. در راستای بهبود روابط ایران و مصر، قرار بود نام این خیابان به «انتفاضه» تغییر کند، اما این تصمیم اجرایی نشد. بیشتر مردم این خیابان را به نام وزرا می‌شناسند.
یکی از شروط مصر برای احیای رابطه دیپلماتیک با جمهوری اسلامی ایران، تغییر نام خیابان خالد اسلامبولی بود. در ۲۵ خرداد ۱۴۰۴ با تصویب شورای شهر تهران، این خیابان، به نام سید حسن نصرالله تغییر پیدا کرد.

## اماکن مهم خیابان
- پارک ساعی
- پردیس سینمایی آزادی
- بیمارستان مهرگان
- بیمارستان گاندی
- کانون پرورش فکری کودکان و نوجوانان